# Сіяхкаль (шагрестан)
Сіяхкаль (перс. سیاهکل) — шагрестан в остані Ґілян, Іран. За даними перепису 2006 року населення становило 46991 особу в складі 13196 сімей.

## Бахші
До складу шагрестану входять такі бахші: 
- Дейламан
- Центральний